# Slabě nedosažitelný kardinál
Slabě nedosažitelný kardinál je matematický pojem z oblasti teorie množin (kardinální aritmetiky). Je nejmenším z velkých kardinálů.

## Definice
Slabě nedosažitelný kardinál je takové kardinální číslo, které je nespočetné, limitní a regulární.

## Historie
Pojem slabě nedosažitelného kardinálu zavedl Felix Hausdorff roku 1908.

## Vlastnosti

### Nezávislost
Existence slabě nedosažitelného kardinálu je nezávislá na axiomech ZFC. Za předpokladu zobecněné hypotézy kontinua (GCH) je kardinál slabě nedosažitelný právě když je nedosažitelný.

### Nedosažitelnost
Název slabě nedosažitelný kardinál byl zvolen, kvůli vlastnostem takto definovaného kardinálu. Z limitnosti totiž plyne, že ho není možné dosáhnout pomocí operace kardinálního následníka (kardinálním přičtením jedničky). Díky regularitě nelze tohoto kardinálu dosáhnout ani sjednocením (resp. supremem) menšího počtu menších kardinálů. Nejmenším limitním regulárním kardinálem je již {\displaystyle \aleph _{0}}, jehož existence je vynucena axiomem nekonečna. Existence slabě nedosažitelného kardinálu není vynucena žádným axiomem ZFC a tento kardinál tvoří (nevlastní) horní hranici pro kardinály, jejichž existence je axiomy ZFC vynucena. Proto je tvrzení „Existuje slabě nedosažitelný kardinál“ v podstatě silnější formou axiomu nekonečna.

### Velikost
Přestože je slabě nedosažitelný kardinál nejmenším ze všech velkých kardinálů, je mnohem větší, než jakékoli kardinální číslo, které lze v jazyce teorie množin zapsat.
Všechny rozumně zapsatelné kardinály {\displaystyle \aleph _{127},\aleph _{\omega },\aleph _{\aleph _{\omega +2}}}, … jsou menší. Dodejme ještě, že kvůli regularitě je slabě nedosažitelný kardinál nutně pevným bodem funkce {\displaystyle \aleph } (funkce alef).

### Vztah ke stacionárním množinám
Pro každý slabě nedosažitelný kardinál {\displaystyle \kappa }, je množina {\displaystyle \,\{\lambda <\kappa ;\lambda } je pevný bod funkce {\displaystyle \,\aleph \}} (viz funkce alef) uzavřená neomezená (v {\displaystyle \kappa }) a tedy stacionární.